# Monocentrus tenuis
Monocentrus tenuis är en insektsart som beskrevs av Boulard 1971. Monocentrus tenuis ingår i släktet Monocentrus och familjen hornstritar. Inga underarter finns listade i Catalogue of Life.